# Монца (автодром)
Автодром Монца (італ. Autodromo Nazionale di Monza) — гоночна траса біля міста Монца в Італії, на північ від Мілана. Історія цієї гоночної траси — одна з найбагатших у світі.
Автодром складається з трьох трас: головна (Гран-прі) довжиною 5,793 км, «молодша» (Junior) траса довжиною 2,405 км і закинутий високошвидкісної овал довжиною 4,25 км. Найцікавіші повороти головної траси — це Curva di Lesmo, Curva Parabolica, і Variante Ascari (названий в пам'ять про загиблого саме тут в 1955 році під час тестів для Ferrari Альберто Аскарі). Перший великий поворот Curva Grande розташований позаду шикани і в нинішній конфігурації складності для гонщиків не представляє.
Траса найбільш відома проведенням Гран-прі Італії Формули-1 і примітна тим, що пілоти проходять її на повному газу на більшій частині кола через його довгі прямі ділянки. Вважається, що ця досить пряма траса з маленькими перепадами висоти випробовує більшою мірою потужність двигунів, ніж майстерність водіїв.

## Історія

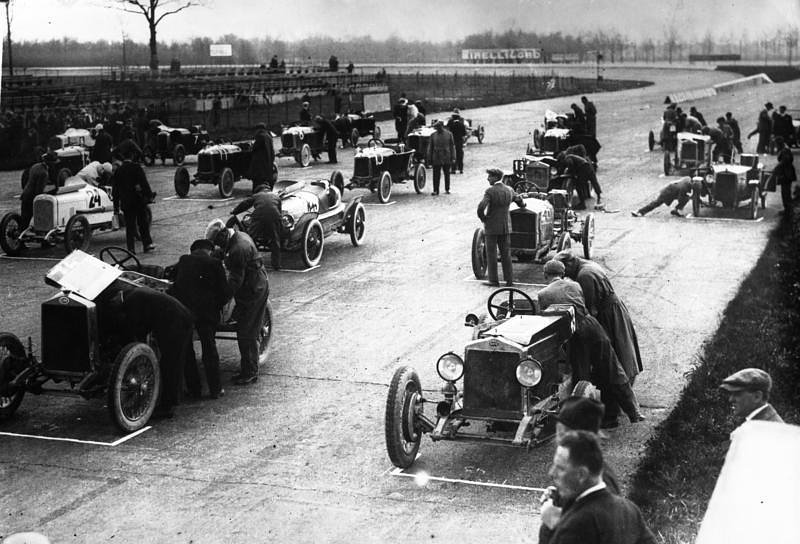
Гонка в Монці, 1925 рік

Перша траса була побудована з травня по липень 1922 року за участю 3500 робітників на кошти Автомобільного клубу Мілана (що задумав приурочити спорудження траси до свого 25-річчя), який створив організацію Società Incremento Automobilismo e Sport (SISA) для експлуатації автодрому. Площа початкового варіанту становила 3.4 км з 10 км щебеневого покриття. Автодром складався з двох частин: кільця (4,5 км) і прямої (5,5 км). Траса була офіційно відкрита 3 вересня 1922 року. На той момент це був третій постійний автодром у світі, після Бруклендса та Індіанаполіса. 10 вересня 1922 року на ньому пройшов другий в історії Гран-прі Італії, який відвідало понад 150 тисяч глядачів.
На Гран-прі Італії 1928 року відбувся найсерйозніший нещасний випадок перегонів в Італії, що закінчився смертю гонщика Еміліо Матерассі і 27 глядачів. До 1932 року наступні гонки Гран-прі були обмежені високошвидкісним овалом. У 1933 році гонка була відзначена смертю трьох пілотів, що призвело до зміни планування шляхом додавання двох шикан і видалення довгої прямої.
У 1938 — 39 рр. сталася велика перебудова, були споруджені нові трибуни і входи, заново покладено покриття. Також були переміщені окремі частини траси та додано два нових повороти. В результаті траса Гран-прі отримала довжину 6,3 км, яка зберігалася до 1954 року. Через війну гонки були призупинені до 1948 року. В результаті більша частина траси прийшла в непридатність. Однак після війни за 2 місяці автодром був оновлений, а 17 жовтня 1948 року був проведений черговий Гран-прі.

## Високошвидкісний овал

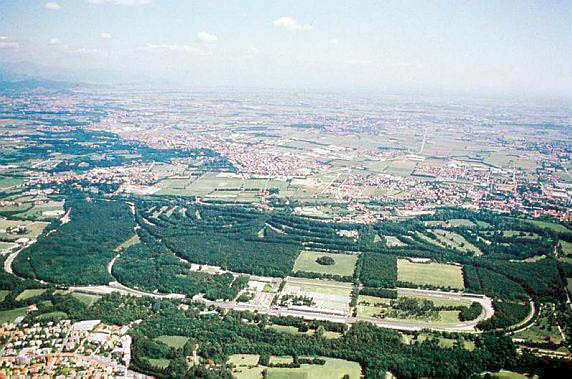
Фотографія Монци з повітря

У 1955 році почалися роботи по повній перебудові траси, результатом яких стала траса довжиною 5,75 км і високошвидкісний овал довжиною 4,25 км із профільованими поворотами (італ. sopraelevata). Ці дві траси могли бути скомбіновані для створення однієї довгої 10-кілометрової траси, де машини на головній прямий їдуть паралельно. Також була вдосконалена і інфраструктура автодрому.
Гран-прі поверталося на цей високошвидкісний овал в 1955, 1956, 1960 і 1961 роках. Під час останньої гонки стався серйозний нещасний випадок, коли Вольфганг фон Тріпс і 11 глядачів загинули біля повороту «Параболіка». Незважаючи на той факт, що не профільовані повороти послужили причиною цієї катастрофи, перегони Формули-1 більше на овалі ніколи не проводились (за винятком зйомок фільму «Великий приз» в 1966 році). Після аварії швидко були додані нові рейки безпеки та огорожі, бокси були відсунуті далі від безпосередньо дорожнього полотна. У 1965 році до повороту були додані смуги безпеки після смертельного випадку в гонці спортпрототипів «1000 кілометрів Монци». До повернення перегонів Гран-прі у 1966 році конфігурація траси не змінювалася, а в 1966 році до повороту було додано кілька шикан. Остання гонка «1000 кілометрів Монци» проводилася на трасі в 1969 році. Попри те, що овал АФУС у Берліні був знищений у 1967 році, кільце Pista di Alta Velocità все ще існує, хоча і в дуже поганому стані. Проводиться збір підписів під петицією для запобігання його руйнуванню.

## Зміни
З 1966 року постійними атракціонами в Монці були як автоперегони, так і мотоперегони, але зі зростанням швидкостей траса була «сповільнена» в 1972 році двома шиканами. Мотоцикли Гран-прі продовжували користуватися вихідною трасою до тих пір, поки дві гонки не стали результатом п'яти смертей в 1973 році (серед загиблих були Ренцо Пасоліні і Ярно Саарінен). Мотоперегони не поверталися в Монцу до 1981 року. У 1972 році шикани були визнані недостатньо ефективними для уповільнення машин і одна з них була перероблена в 1974 році, інша — в 1976 році, а також у тому ж році була додана третя, з розширеною смугою безпеки. Довжина кола гонки Гран-прі тоді стала 5,8 км.
Оскільки розвиток технологій дозволяв автомобілям розвивати все більшу швидкість, траса в черговий раз була змінена у 1979 році додаванням бордюрів, розширених смуг безпеки і покращених бар'єрів з відпрацьованих покришок; інфраструктура також була вдосконалена. Ці зміни заохотили повернення чемпіонату світу з мотоспорту в 1981 році, але подальші роботи з безпеки тривали протягом усіх 80-х років. Також у 80-х були або перебудовані, або поліпшені подіум, паддок, комплекс боксів і трибуни.
Після загибелі Айртона Сенни на Гран-Прі Сан-Марино у 1994 році, протягом 1994 —95 років три головних повороти були «стиснуті» з тим, щоб розмістити широкі гравійні пастки, що призвело до скорочення траси до 5,77 км. У 1997 році трибуни були перебудовані, що дозволило їм розширити свою місткість до 51 000 глядачів.
У 2000 році шикани в кінці головної прямої було змінено: замість двох шикан «поворот ліворуч —поворот праворуч» з'явилася одиночна «поворот праворуч —поворот ліворуч» для того, щоб зменшити часті аварії після старту на гальмуванні. Також була модифікована і друга шикана. На Гран-прі Формули-1 того ж року, в якому вперше використовували цю шикану, після великого зіткнення у другій шикані уламками, що відлетіли, був убитий маршал.
Довжина траси в поточній конфігурації становить 5,793 км.

## Цікаві факти
- Латвійський гурт Brainstorm написав пісню «Монца», присвячену гран-прі Формули-1 на цій трасі.